# Dave Grusin
Robert David Grusin (Littleton, Colorado, 1934. június 26. –) Oscar- és többszörös Grammy-díjas amerikai zeneszerző, hangszerelő, producer és zongorista. Generációjának egyik legismertebb filmzeneszerzője.
Apja jónevű hegedűművész volt.
Dave Grusin sok zenét írt játékfilmek és a televízió számára, számos díjat nyert filmzenéiért, köztük egy Oscar-díjat (legjobb eredeti zene, The Milagro Beanfield War, 1988) és tíz Grammy-díjat.
1956-ban diplomázott a coloradói egyetemen, zongoraszakon. A showbizniszben az Andy Williams Show tette népszerűvé.
A GRP Records társalapítója.

## Diszkográfia
(válogatás)
- Winning (1969)
- Discovered Again! (1976, Sheffield Lab)
- Kenji Omura: Concierto de Aranjuez (1978) (Keyboard)
- One of a Kind (1978, GRP)
- Mountain Dance (1980, GRP)
- Dave Grusin an the GRP All-Stars live in Japan (1981, Arista)
- Out of the Shadows (1982, GRP)
- And the NY-LA Dream Band (1984, GRP)
- Night-Lines (1984, GRP)
- Harlequin (Lee Ritenourral)(1985, GRP)
- Sticks and Stones (mit Don Grusin) (1988, GRP)
- Migration (1989)
- Cinemagic (1990)
- Collection (25. Oktober 1990)
- The Gershwin Connection (1991)
- Homage to Duke (1993)
- Dave Grusin Presents GRP All-Star Big Band: Live! (1993)
- The Orchestral Album (1994)
- Two for the Road: The Music of Henry Mancini (1997)
- Presents: West Side Story (1997)
- Priceless Jazz (1998)
- Two Worlds (2000)
- Now Playing: Movie Themes – Solo Piano (2004)
- Amparo (2009)